# Rörnicka
Rörnicka (Pohlia crudoides) är en bladmossart som beskrevs av Brotherus 1903. Rörnicka ingår i släktet nickmossor, och familjen Bryaceae. Enligt den finländska rödlistan är arten nära hotad i Finland. Arten är reproducerande i Sverige. Artens livsmiljö är fjällklippor, block- och stenmarker. Inga underarter finns listade i Catalogue of Life.